# 国崇
国崇（くにたか、1980年5月30日 - ）は、日本の男性キックボクサー。本名は藤原 国崇（ふじわら くにたか）。岡山県倉敷市出身。拳之会（こぶしのかい）所属。前ISKAムエタイ世界フェザー級王者。現WKAムエタイ世界フェザー級王者。

## 来歴

### 少林寺拳法倉敷南道院に入門
1985年12月5日小学校3年生の時、親の勧めで岡山県倉敷市に所在する少林寺拳法倉敷南道院の門を叩き、約1か月の体験入門を経て正式に入門を許可される。

### 他流派オープン大会に初出場
1995年3月26日、岡山武道館にて行われた「第10回岡山オープン硬式空手道選手権大会 中学生の部」に出場し1回戦は勝利し、2回戦敗退。
同年7月23日、玉野市で行われた「第6回OHK杯せとらんど硬式空手道大会 中学生の部」に出場し優勝する。
1996年3月31日、岡山武道館にて行われた「第11回岡山オープン硬式空手道選手権大会 中学生の部」に出場し優勝する。
同年9月15日、岡山・玉野レクレセンターにて行われた「第7回OHK杯せとらんど硬式空手道選手権大会 高校生の部」で第3位入賞。
1997年7月20日、岡山・玉野レクレセンターにて行われた「第8回OHK杯せとらんど硬式空手道選手権大会 高校・一般の部」で第3位入賞。

### グローブ空手大会で初優勝
1998年4月29日、大阪府立体育館にて行われた「第9回関西グローブ空手交流大会 軽量級」に出場し優勝、ならびにベストファイト賞を受賞。
同年5月31日、大阪府立体育館にて龍生塾主催「どついたるねん5」に出場しワンマッチで勝利。
同年6月21日、岡山市総合文化体育館にて行われた「第4回西日本グローブ空手選手権大会 軽量級」に出場し第3位入賞。
同年11月1日、岡山市総合文化体育館にて行われた「98スーパーカラテパートII」に出場し優勝、ならびに力杯受賞。
同年11月14日、東京武道館にて行われた第5回グローブ空手オープン選手権 60kg以下の部」で優勝。

### 新空手道交流試合に初出場
同年11月22日、第50回新空手道交流試合「K-2 一般55kg以下の部」優勝、ならびにベストファイト賞受賞。
同年12月13日、広島県の福山市勤労青少年ホーム体育館にて空手の祭典98「グローブ空手 軽量級60kg以下」に出場し優勝する。
1999年1月31日、東京武道館にて行われた「第51回新空手道交流試合 60kg以下の部」第3位入賞。
同年3月28日、岡山武道館にて行われた「第14回岡山オープン硬式空手道選手権大会 高校生の部」に出場し準優勝する。
同年5月1日、東京武道館にて行われた「第6回グローブ空手オープン選手権 55kg以下の部」で優勝する。
同年8月1日、大阪市中央体育館にて行われた「正道会館主催 第11回西日本新人戦空手道選手権大会 フルコンタクト空手C軽量級」で優勝する。

### NJKF主催グローブ空手オープン選手権大会3連覇達成
同年10月23日、東京武道館にて行われた「第7回グローブ空手オープン選手権 55kg以下の部」で優勝。
同年11月6日、神戸市中央体育館にて行われた「日進会館空手道選手権大会J-TOPウエイト制トーナメント」に出場し優勝する。
同年11月21日、岡山市総合文化体育館にて行われた「99スーパーカラテパートII 軽量級（60kg以下）」に出場し優勝、ならびに最優秀賞受賞。
同年12月12日、東京文教スポーツセンターにて行われた「第10回全日本アマチュアシュートボクシング大会 軽量級57kｇ以下」に出場し第3位入賞。
2000年3月19日、横浜アリーナにて行われた「第11回新空手道全日本大会出場者選出大会 軽量級（60kg以下の部）」にてベスト8、第11回全日本新空手道選手権大会出場資格獲得。

### 最後のアマチュア大会出場
2000年5月5日、東京武道館にて行われた「第11回全日本新空手道選手権大会 軽量級（60kg以下の部）」に出場し第3位入賞。

### 所属ジム「拳之会」がNJKFに加盟
2000年4月、拳之会がニュージャパンキックボクシング連盟に加盟すると共にプロキックボクサーになる事を決意し、同年6月にNJKF小国ジムにてプロテストを受験し、拳之会プロ選手第一号となる。

### プロデビュー
2000年7月16日に、東京都板橋区のCASSスポーツクラブで開催された小国ジムが主催するニュージャパンキックボクシング連盟（以下NJKF）興行「MILLENIUM WARS 6」に本名の「藤原国崇」でプロデビュー。バンタム級で獅子丸修平と対戦し、2Rに3度のダウンを奪ってKO勝ちした。
2001年12月6日、会長と二人で初の海外遠征を経験。タイ国ラジャダムナンスタジアムにて当時No.1プロモーターのソンチャイの興行に出場するもサクラ・ルーグスタンに3RTKO負けを喫する。

### 1つ目の日本王座獲得
2003年7月6日に行われたNJKF興行の「VORTEX VII 〜旋風〜」で行われたNKBバンタム級王座決定戦（3分5R）で1位にランクされていた藤原国崇は、童子丸（同級3位）と対戦。1R目にダウンを奪い、童子丸に主導権を握らせないまま3点差を付けたまま5R判定3-0で勝利し、第2代王者になった。

### 2つ目の日本王座獲得
2004年に自身が所属するNJKFがNKBを脱退したため、NKBのバンタム級王者だった藤原国崇は、NKBの王座を返上した。そして、そのままNJKFバンタム級王者として認定された。
2004年1月、真二と判定ドロー。
2004年5月、真二に判定勝利。
2004年9月、童子丸にTKO勝ち。

### 少林寺拳法 正拳士四段允可される。
2005年1月、米田貴志に判定勝ち 勝利, 勝ち

### 改名
2005年5月6日にJ-NETWORK主催「GO! GO! J-NET '05 〜MACH 55 1st 準決勝〜」で、全日本キックボクシング連盟バンタム級王者の藤原あらしと対戦。藤原国崇は、1Rにあらしの左の目蓋を、2Rにはさらに右の目蓋もカットし大きく攻勢に出るが、3Rにあらしの右縦肘で頭部から出血し、両者にドクターチェックが入る。そして、藤原国崇の出血が激しくなり、ドクターストップによる3R 1:47TKOで破れ、トーナメントは準決勝で敗退した。この敗戦で、国崇は本名でリングネームでもある藤原国崇の名前を、「国崇」に改名した。
2005年7月、若林にボディフックでKO勝ち。
2005年9月、タップナーにKO負け。
2005年11月、真二に判定勝ち。
2006年3月、J-NET王者の牧に飛び膝蹴りでKO勝ち。
2006年5月、MA王者の岩波にハイキックで切り裂いてTKO勝ち。
2006年7月、元MA王者のカピラ前沢に肘で切り裂いてTKO勝ち。
2006年9月、藤原あらしにダウンを奪うも左ミドルで腕が動かなくなり逆転の判定負け。
2007年3月18日にNJKF興行の「FIGHTING EVOLUTION III 〜進化する戦い〜」の米田貴志（同級1位、真王杯55kg級優勝）相手に防衛戦を行ったが、5R 0-3の判定で破れ、王座から陥落した。1R目はとったが、他のラウンドではポイントをとることは出来なかった。2R終盤には肘でカットされるなどした。
2007年11月23日にNJKF興行の「FIGHTING EVOLUTION 〜進化する戦い 13th〜 The Last Supper 最後の晩餐」で行われた、米田貴志の返上したNJKFバンタム級王座の王者決定戦（3分5R）に出場。前田浩喜（同級2位）と対戦するが、1R目に左ストレートでダウンを奪われた。中盤は盛り返したが、前田の防御を崩すことが出来ず点差をひっくり返すことが出来ないまま、ダウンによる点差が響き、5R 0-3の判定負けを喫した。
2008年4月13日、ディファ有明にて行われたNJKFセンチャイジム主催興行 Muay Thai Open4日泰国際戦で、当時ラジャダムナンスタジアム現役ランカーでもあったハーンチャイ・ギィアットヨンユットと対戦し、ドローとなった。

### 3つ目の日本王座獲得
2008年7月27日に「START OF NEW LEGEND IX 〜新しい伝説の始まり〜」のNJKFフェザー級王者決定戦（3分5R）で岩井伸洋（同級1位）と対戦。5R 0-3の判定で下し、3つ目の日本王座獲得と2階級制覇に成功した。

### 世界王座挑戦
2008年10月18日に、イギリス・リーズで開催された「Muay Thai CLASH 11 in Leeds」で空位のISKAムエタイ世界バンタム級王者決定戦に出場。“ザ・パニッシャー”アンディー・ハゥーソン（イギリス / ISKA同級1位）と対戦するが、5R判定0-2で敗れ、世界王座獲得に失敗した。本人は4R目に右肘でダウンを奪ったと思ったにもかかわらずレフェリーがスリップと判断したことから、海外では判定では勝てないことを改めて認識させられた。

### 4つ目の日本王座獲得
2009年9月23日に後楽園ホールで開催された「WBCムエタイルール日本統一王座決定戦」に出場。スーパーバンタム級の決勝戦（3分5R）で前田浩喜（NJKFバンタム級王者）と対戦。2Rに肘打ちでダウンを奪うと、前田の額から出血があったためドクターストップにより2:38TKO勝ちし、スーパーバンタム級の初代王者になった。

### WBCムエタイインターナショナル・スーパーバンタム級王座獲得
2009年12月5日（土・現地時間）アメリカ・ネバダ州ラスベガスで行われたWCKプロダクション『キングス・バースデー・セレブレーション』で、国崇（拳之会）がロミー・アダンザ（アメリカ）に4RTKO勝利。WBCムエタイ・インターナショナル・スーパーバンタム級王者となった。

### WBCムエタイインターナショナル・スーパーバンタム級王座初防衛
2010年9月26日に後楽園ホールで開催されたWBCムエタイ・インターナショナル・スーパーバンタム級タイトルマッチでWBCムエタイ中国王者リー・ニングと対戦し、3Rに左フックでダウンを奪われるがその後盛り返し4RにTKO勝ちを収め初防衛に成功した。
2011年8月14日に「M1 ムエタイ・グランド・チャンピオンシップ」のMTAA世界タイトルマッチで元ルンピニースタジアム・バンタム級王者ルンラウィー・サシプラパーと対戦し、1Rから圧倒され計4回のダウンを奪われTKO負けを喫した。

### 敵地タイ国にてWBCムエタイスーパーバンタム級世界王座決定戦に出場
2011年11月 4日にバンコク都国立競技場内ニミブッ体育館で開催されたナコンルアン＆チューチャラーン国立競技場大会にて、WBCムエタイ世界王座決定戦を行い、カイムックダム・エクバーントゥライに判定3-0負けを喫する。

### ラジャダムナンスタジアムにランキング入り
2012年6月24日にNJKF興行の「KICK TO THE FUTURE 4」で行われたラジャダムナンスタジアム・ランキング査定試合で、元ラジャダムナンスタジアム認定スーパーフライ級10位のフォンベート・チューワッタナに判定勝ちし、ラジャダムナンスタジアムのスーパーバンタム級9位にランキングされた。。
2012年11月4日にNJKF興行の「KICK TO THE FUTURE 8」で行われたラジャダムナンスタジアム・スーパーバンタム級ランキング戦で、ラジャダムナンスタジアム認定スーパーバンタム級10位のエーカデット・モークルンテープトンブリーに判定勝ちし、8月にタイの試合で敗れランク外にあったが、再びラジャダムナンのスーパーバンタム級9位にランキングされた。また会場に訪れていたタイのプロモーターのアンモー氏は王座挑戦を確約した。

### ラジャダムナンスタジアム認定スーパーバンタム級王座に挑戦
2013年2月17日、東京・後楽園ホールにて行われたNJKF興行「NJKF2013 1st」でラジャダムナンスタジアム・スーパーバンタム級タイトルマッチを行うも、現王者カイムックダム・エークバンサイに2R1:44 3ノックダウンでKO負けを喫し王座獲得はならず。

### ISAK世界ムエタイ フェザー級暫定王者に認定
2013年9月15日、大阪・高石アプラホールにて行われた誠至会興行で、イタリア/WKN世界ムエタイ・フェザー級王者パトリック・カータとISKA世界ムエタイ・フェザー級暫定王座決定戦を行い、判定3－0で勝利した国崇がISKA世界ムエタイ・フェザー級暫定王者になった。

### ISAK世界ムエタイ フェザー級正規王者に認定
のちに正規王者だったアルバート・チァイ(フランス)選手が引退宣言。それとともに王座返上を申し出たため、国崇がISKA世界ムエタイ フェザー級正規王者に認定された。
2013年12月8日岡山・山陽ハイツにて行われた拳之会自主興行「NJKF2013 8th」で、ぺッテェー・ペットジンデーアカデミー（タイ/ルンピニースタジアム認定スーパーバンタム級7位）とルンピニースタジアム認定のランキング戦を行い判定2－1で勝利しランキング入り確定。

### ルンピニースタジアムにランキング入り
ルンピニースタジアム スーパーバンタム級10位にランクイン。

### ルンピニースタジアム スーパーバンタム級6位にランクアップ
ルンピニースタジアム スーパーバンタム級6位に昇格。

### ルンピニースタジアム認定スーパーバンタム級王座に挑戦
2014年3月9日大阪・旭区民センターにて行われた誠至会興行「NJKF2014　2nd 」でルンピニースタジアム認定スーパーバンタム級タイトルマッチを行うも、デェサックダー・シットソンピーノン（タイ/ルンピニースタジアム認定スーパーバンタム級2位、ラジャダムナンスタジアム認定フェザー級8位）に判定3－0で判定負けを喫し王座獲得ならず。

### WBCムエタイインターナショナル・スーパーバンタム級王座2度目の防衛成功
2014年7月21日東京・後楽園ホールにて行われたNJKF興行「NJKF2014 5th」でWBCムエタイ・インターナショナル・スーパーバンタム級タイトルマッチを行い、宮元啓介（橋本道場/WBCムエタイ日本スーパーバンタム級王者）に勝利し2度目の防衛 に成功した。
2015年7月15日大阪・アプラホールにて行われた健心塾20周年記念興行「NJKF2015 4th」でWBCムエタイ世界スーパーバンタム級王者決定戦を行うも、ペテン・ギャットポンティップ（タイ/WBCムエタイ世界スーパーバンタム級9位）に3R57秒に右飛び膝を貰いKO負けを喫し王座獲得ならず。
2015年10月4日岡山・山陽ハイツ体育館にて行われた拳之会自主興行「NJKF2015 7th」でISKAムエタイ世界フェザー級ランキング戦行い、アラン・オー・キャラハン（アイルランド/サイアムウォリアーズジム/ISKAムエタイインターコンチネンタルスーパーライト級王者）を判定3-0で下す。

### ISKAムエタイ世界フェザー級王座初防衛に成功
2016年6月12日岡山・山陽ハイツ体育館にて行われた拳之会自主興行「NJKF2016 3rd」でISKAムエタイ世界フェザー級タイトルマッチを行い、”The Mout” ヤッシーン・モゥタチ（ベルギー/ナイトジム/ISKAムエタイ世界フェザー級5位、ISKAムエタイベルギー王者、IKFムエタイヨーロッパ王者）に3R左ボディでKO勝利し初防衛に成功。

### ISKAムエタイ世界フェザー級王座2度目の防衛成功、WKA王座獲得
2017年4月16日岡山・山陽ハイツ体育館にて行われた拳之会自主興行「NJKF2017 WEST 2nd]でISKA＆WKAムエタイ世界フェザー級ダブルタイトルマッチを行い、アレキサンダー・ルーポ（イタリア/セコンドアウトジム/WKAムエタイ世界同級4位、ISKAムエタイ世界同級8位）に2R2分03秒に肘によるカットでTKO勝利しISKA王座2度目の防衛に成功、WKA王座を獲得。
2018年4月15日岡山・山陽ハイツ体育館にて行われた拳之会自主興行「NJKF2018 WEST 2nd」で日本VSヨーロッパ3対3 ISKAムエタイ国際戦を行い、“Sebolai”ジュリアン・ベングセン（デンマーク/WMCスカンジナビア スーパーフェザー級王者）に5R1分52秒パンチのラッシュでダウンを奪いそのままレフェリーストップとなり大将戦を制した。
2019年4月21日岡山コンベンションセンター・コンベンションホールにて行われた拳之会自主興行「NJKF2019 WEST 2nd]で日本vsイタリア ISKAムエタイ国際戦を行い、“Artigiano”ロベルト・パレスティーニ（イタリア／WFC世界フェザー級王者）に判定3-0で勝利した。
この大会でISKAの殿堂入りすることが発表された。

### 日本人初のISKA殿堂入り
ISKAの殿堂入りを認定されたのはジョルジオ・ペトロシアンに次いで2人目で、日本人では初。
2020年3月15日岡山コンベンションセンター・コンベンションホールにて行われた拳之会自主興行「NJKF2020 WEST 2nd]で日本vs スウェーデン ISKAムエタイ国際戦を行い、ジョナサン・セライ（スウェーデン）に3-0で判定勝利を収めた。

### NJKF拳之会主催興行「NJKF 2021 west 2nd」にてプロ公式100戦目で翔平（SHINE沖縄）と対戦し5RTKO勝利
NJKF 4.24 岡山コンベンションセンター：100戦目の国崇、「今までで一番」の肘打ちでTKO勝ち。

## 戦績
| キックボクシング 戦績 | キックボクシング 戦績 | キックボクシング 戦績 | キックボクシング 戦績 | キックボクシング 戦績 | キックボクシング 戦績 | キックボクシング 戦績 |
| --------------------- | --------------------- | --------------------- | --------------------- | --------------------- | --------------------- | --------------------- |
| 100 試合              | (T)KO                 | 判定                  | その他                | 引き分け              | 無効試合              |                       |
| 56 勝                 | 37                    |                       |                       | 3                     | 0                     |                       |
| 41 敗                 |                       |                       |                       | 3                     | 0                     |                       |

| 勝敗 | 対戦相手                                 | 試合結果                                    | 大会名 | 開催年月日     |
| 〇   | パトリック・カータ                       | 判定3-0                                     | NJKF 2013 5th ISKA世界タイトルマッチ ISKAムエタイ世界フェザー級暫定王座決定戦 3分5R                                                                                           |                |
| ×    | カイムックダム・エークバンサイ           | 2R 1:44 KO（3ノックダウン）                 | ニュージャパンキックボクシング連盟「NJKF 2013 1st」 【ラジャダムナン・スタジアム認定スーパーバンタム級タイトルマッチ】                                                        | 2013年2月17日  |
| ○    | エーカデット・モークルンテープトンブリー | 5R終了 判定2-1                              | ニュージャパンキックボクシング連盟「KICK TO THE FUTURE 8」 【ラジャダムナン・スタジアム・スーパーバンタム級ランキング戦】                                                     | 2012年11月4日  |
| ×    | エーカデット・モークルンテープトンブリー | 5R終了 判定3-0                              | タイ・ラジャダムナンスタジアム | 2012年8月22日  |
| ○    | フォンベート・チューワッタナ             | 5R終了 判定2-0                              | ニュージャパンキックボクシング連盟「KICK TO THE FUTURE 4」 【ラジャダムナンスタジアム・ランキング査定試合】                                                                   | 2012年6月24日  |
| ×    | シンダム・ウォー．ルンニラン             | 3R TKO                                      | タイ・ラジャダムナンスタジアム | 2012年2月23日  |
| ×    | カイムックダム・チューワッタナ           | 5R終了 判定0-3                              | タイ・バンコク国立競技場 【WBCムエタイ世界スーパーバンタム級王座決定戦】 | 2011年11月4日  |
| ×    | ルンラウィー・サシプラパー               | 2R 2:06 TKO（レフェリーストップ：左フック） | M1 ムエタイ・グランド・チャンピオンシップ 【MTAA世界タイトルマッチ】 | 2011年8月14日  |
| ○    | チョン・ジェドン                         | 4R 2:19 KO（3ノックダウン：左ボディ）       | ニュージャパンキックボクシング連盟「NEW JAPAN BLOOD 4」 | 2011年4月17日  |
| ○    | リー・ニング                             | 3R+延長R終了 判定0-3                        | SPORTS EXPO 【WCKトーナメント 1回戦】 | 2010年12月18日 |
| ○    | リー・ニング                             | 4R 1:19 TKO（左ボディフック）               | The Path to the World Champion WBCムエタイ世界王者への道 【WBCムエタイ・インターナショナル・スーパーバンタム級タイトルマッチ】                                                | 2010年9月26日  |
| ×    | 佐藤政人                                 | 5R終了 判定0-3                              | ニュージャパンキックボクシング連盟「熱風 零四」 | 2010年5月9日   |
| ×    | チャイポーンノーイ・ルークプラバーツ     | 1R 2:10 KO（左フック）                      | ニュージャパンキックボクシング連盟「Muay Thai Open 11」 | 2010年3月7日   |
| ○    | ロミー・アダンザ                         | 4R TKO                                      | WCKプロダクション主催「キングス・バースデー・セレブレーション」 【WBCムエタイ・インターナショナル・スーパーバンタム級タイトルマッチ】                                         | 2009年12月5日  |
| ○    | 前田浩喜                                 | 2R 2:38 TKO（ドクターストップ：額カット）   | ニュージャパンキックボクシング連盟 「WBCムエタイルール日本統一王座決定戦 〜ROAD TO REAL KING 11〜」 【WBCムエタイルール日本統一王座決定トーナメント スーパーバンタム級 決勝】 | 2009年9月23日  |
| ○    | 平本悠                                   | 2R 0:50 TKO（タオル投入）                   | ニュージャパンキックボクシング連盟「ROAD TO REAL KING 9」 【WBCムエタイルール日本統一王座決定トーナメント スーパーバンタム級 準決勝】                                         | 2009年7月24日  |
| ○    | 高橋拓也                                 | 4R 0:29 KO（左ボディ）                      | ニュージャパンキックボクシング連盟「ROAD TO REAL KING VI」 | 2009年5月10日  |
| ×    | 山本真弘                                 | 3R終了 判定0-3                              | 全日本キックボクシング連盟「Krush.2」 | 2009年3月14日  |

## 獲得タイトル
- プロ
  - 第2代NKBバンタム級王座（=事実上の第5代NJKFバンタム級王座、4度防衛）
  - 第6代NJKFバンタム級王座（2度防衛）
  - 第9代NJKFフェザー級王座（0度防衛）
  - 初代WBCムエタイ日本統一スーパーバンタム級王座（0度防衛）
  - 第2代WBCムエタイインターナショナルスーパーバンタム級王座（1度防衛）
  - ISKAムエタイ世界フェザー級王座（2度防衛）
  - WKAムエタイ世界フェザー級王座（0度防衛）

## 受賞歴
- 2000年度新人賞（NJKF、2001年1月26日）[15]
- 2001年度敢闘賞（NJKF、2002年1月26日）[16]
- 2002年度フルコンタクトカラテ賞（NJKF、2003年1月19日）[17]
- 2003年度年間最高試合賞（=2003年7月6日 藤原国崇 vs. 童子丸、NJKF、2004年1月6日）[18]
- 2004年度サムライTV賞（NJKF、2005年1月22日）[19]
- 2005年度技能賞（NJKF、2006年1月15日）[20]
- 2005年度アッパー賞（NJKF、2006年1月15日）[20]
- 2009年度最優秀選手賞（NJKF、2010年1月24日）[21]